# Компиляция (литература)
Компиля́ция (от лат. compilatio «кража, грабёж; накопление выписок» → фр. compilation) — литературная деятельность по сочинению текстов (научных, учебных, художественных) на основе чужих исследований или произведений, без их самостоятельной творческой обработки, иногда и без их осмысления; также литературная работа, составленная таким способом. Компиляцией может быть и часть произведения. Компиляцию следует отличать от плагиата, поскольку в этом случае речь идёт о произведениях (обзорах, очерках, монографиях), которые требуют привлечения большого количества источников (например, в энциклопедических статьях, биографической литературе, трудах по генеалогии и т. п.).

## Этимология
В русский язык слово перешло в первой трети XIX века из французского языка, где compilation суффиксальным способом образовано от латинского compilare «грабить, красть».

## История
Появление компиляции может быть объяснено учебно-популяризаторскими или просветительскими целями, а также отсутствие в древние времена чёткого понимания авторства и авторского права на произведение, составленное из отрывков текстов, заимствованных с переработкой из других произведений, - как и сам ход составления такого произведения.
В русской классической литературе компиляция, например, имеет место в юношеских поэмах М. Ю. Лермонтова. Например в поэме «Черкесы» Лермонтов соединяет отрывки сочинений И. И. Дмитриева, И. И. Козлова, К. Н. Батюшкова и других известных поэтов со своим собственным текстом.